# Dejuni de Guedalià
El Dejuni de Guedalià (en hebreu צום גדליה : Tsom Guedalià), és un dejuni ritual jueu, que se celebra el tercer dia del mes de Tixrí, immediatament després de la festa de Roix ha-Xanà. Anomenat a la Bíblia el dejuni del setè mes.［Zecaries 8:19］
Va ser instituït al retorn de l'exili de Babilònia, al segle cinquè abans de Crist, per commemorar l'assassinat del governador de Judea, Guedalià, fill d'Ahicam.
Com a resultat de la mort de Guedalià es van destruir els darrers vestigis d'autonomia de Judea, després de la conquesta babilònica molts milers de jueus van ser assassinats, i els jueus restants van ser conduïts a l'exili.
Quan Nabucodonosor II Rei de Babilònia, va destruir el Santuari del Temple de Jerusalem i va exiliar als jueus a Babilònia, va permetre a uns pocs jueus romandre a la terra i va nomenar Guedalià Ben Ahikam com el seu governador, molts jueus que havien fugit a Moab, el país dels moabites, i altres països veïns, van tornar a la Terra d'Israel i plantaren vinyes, i van poder gaudir d'una treva després de la repressió anterior.
El malvat rei dels Ammonites però, va enviar a un jueu traïdor; Ixmael, fill de Netanià, per assassinar Guedalià.
En el setè mes de Tixrí, Ixmael es va trobar amb Guedalià a la ciutat de Mispà, i va ser rebut cordialment. Guedalià havia estat advertit de la intenció assassina del seu convidat, però es va negar a donar crèdit als seus informants en la creença que el seu informe era simple calúmnia.
Ismael va assassinar Guedalià, juntament amb la majoria dels jueus que estaven amb ell, i va assassinar també a molts babilonis que estaven amb Guedalià.［Jeremies 41:3］
És considerat un dejuni menor, del matí fins al vespre, excloent-hi les hores nocturnes. Si el dejuni és en dissabte, es trasllada al diumenge següent, ja que segons els preceptes del judaisme, quan és Sàbat no es pot fer dejuni. Tanmateix, quan coincideixen el Sàbat i Yom Kippur aleshores cal fer dejuni.